# Checco Zalone
Checco Zalone, właśc. Luca Pasquale Medici (ur. 3 czerwca 1977 w Capurso) – włoski aktor, komik, kabareciarz i autor piosenek.

## Kariera
Karierę zaczynał jako stały aktor programu kabaretowego Zelig Off, a następnie Zelig Circus, transmitowanego we włoskiej telewizji Canale 5.
Stał się rozpoznawalny w roku 2006, dzięki własnej piosence „Siamo una squadra fortissimi”, napisanej z okazji Mistrzostw Świata w Piłce Nożnej w Niemczech w 2006 roku, wygranych przez Włochy.
Znany z imitacji włoskich gwiazd estrady, polityków i celebrytów, jak: Jovanotti, Eros Ramazzotti, Antonio Cassano, Vasco Rossi, Nichi Vendola i inni.
Autor piosenek parodiujących neapolitański styl przypominający disco polo (canzoni neomelodiche), które sam śpiewa w programach kabaretowych, ubrany w obcisłą różową koszulkę i dżinsy, używając przy tym własnej wersji języka włoskiego, pełnej zamierzonych błędów gramatycznych.
Aktor i autor scenariuszy filmów komediowych, bijących rekordy popularności we Włoszech. Gra w nich niewykształconego, pozbawionego dobrych manier i kultury oraz uważającego się za spryciarza Południowca, którego perypetie, obok dobrej zabawy i dużej dawki humoru, pokazują również problemy i różne postawy wobec świata współczesnych Włochów. Bezpośredniość, naturalność i brak cynizmu bohatera pozwalają ostatecznie na pozytywne zakończenie opowiadanych historii.
W 2005 związał się z Mariangelą Eboli. Mają dwie córki: Gaię (ur. 8 lutego 2013) i Gretę (ur. 2017).

## Wybrana filmografia
| Rok  | Tytuł              | Rola          | Reżyser           |
| ---- | ------------------ | ------------- | ----------------- |
| 2009 | Cado dalle nubi    | Checco        | Gennaro Nunziante |
| 2011 | Che bella giornata | Checco Zalone | Gennaro Nunziante |
| 2013 | Sole a catinelle   | Checco        | Gennaro Nunziante |
| 2016 | Quo Vado?          | Checco        | Gennaro Nunziante |
| 2020 | Tolo Tolo          |               |                   |